# Campionato asiatico e oceaniano maschile di pallavolo 2003
Il XII campionato asiatico e oceaniano maschile di pallavolo si è svolto dal 5 al 12 settembre 2003 a Tientsin, in Cina. Al torneo hanno partecipato 15 squadre nazionali asiatiche ed oceaniane e la vittoria finale è andata per la quarta volta, la seconda consecutiva, alla Corea del Sud.

## Gironi
Dopo la prima fase, le prime due classificate del girone A e C hanno acceduto al girone E, mentre le prime due classificate del girone B e D hanno acceduto al girone F, conservando il risultato dello scontro diretto; analogamente la terza classifica del girone A e la terza e la quarta classificata del girone C hanno acceduto al girone G, mentre la terza e la quarta classificata del girone B e D hanno acceduto al girone H, conservando il risultato dello scontro diretto. Al termine della seconda fase, le prime due classificate dei gironi E e F hanno acceduto al girone per il primo posto, conservando il risultato dello scontro diretto, mentre le ultime due classificate dei gironi E e F hanno acceduto al girone per il quinto posto, conservando il risultato dello scontro diretto; le prime due classificate del girone G e H hanno acceduto al girone per il nono posto, conservando il risultato dello scontro diretto, mentre l'ultima classificata del girone G e le ultime due classificate del girone H hanno acceduto al girone per il tredicesimo posto, conservando il risultato dello scontro diretto.
| Girone A                       | Girone B                               | Girone C                                             | Girone D                          |
| ------------------------------ | -------------------------------------- | ---------------------------------------------------- | --------------------------------- |
| Arabia Saudita Cina Kazakistan | Bahrein Corea del Sud India Thailandia | Australia Emirati Arabi Uniti Pakistan Taipei cinese | Giappone Iran Nuova Zelanda Qatar |

## Classifica finale
| Classifica | Squadre             | Qualificazione       |
| ---------- | ------------------- | -------------------- |
|            | Corea del Sud       | Coppa del Mondo 2003 |
|            | Cina                | Coppa del Mondo 2003 |
|            | Iran                |                      |
| 4          | Australia           |                      |
| 5          | India               |                      |
| 6          | Giappone            |                      |
| 7          | Pakistan            |                      |
| 8          | Kazakistan          |                      |
| 9          | Taipei cinese       |                      |
| 10         | Thailandia          |                      |
| 11         | Qatar               |                      |
| 12         | Arabia Saudita      |                      |
| 13         | Bahrein             |                      |
| 14         | Nuova Zelanda       |                      |
| 15         | Emirati Arabi Uniti |                      |